# Trachea nivalis
Trachea nivalis là một loài bướm đêm trong họ Noctuidae.